# بقاء العصبون الحركي
بقاء العصبون الحركي (SMN) هو بروتين يتم ترميزه في البشر بواسطة جينات SMN1 و SMN2 .
تم العثور على SMN في السيتوبلازم لجميع الخلايا الحيوانية وكذلك في الجواهر النووية. يعمل في تنظيم النسخ وتجديد التيلوميراز والنقل النشط. ينتج عن نقص SMN الذي يرجع بشكل أساسي إلى الطفرات في SMN1 عيوب التضفير المنتشرة خاصة في الخلايا العصبية الحركية في العمود الفقري، وهو أحد أسباب ضمور العضلات الشوكي. أظهر البحث أيضًا دورًا محتملاً لـ SMN في هجرة الخلايا العصبية و/أو التمايز. 

## الوظيفة
يحتوي بروتين بقاء العصبون الحركي على مجالات ربط GEMIN2 و Tudor و YG-Box.  يتم توطين كل من السيتوبلازم والنواة . داخل النواة، يتمركز البروتين في أجسام تحت النواة تسمى الأحجار الكريمة والتي توجد بالقرب من الأجسام الملفوفة التي تحتوي على تركيزات عالية من البروتينات النووية الصغيرة (snRNPs). يشكل هذا البروتين معقدات غير متجانسة مع بروتينات مثل GEMIN2 و GEMIN4 ، ويتفاعل أيضًا مع العديد من البروتينات المعروفة بأنها تشارك في التكوُّن الحيوي لـ snRNPs ، مثل بروتين hnRNP U وبروتين ربط الحمض النووي الريبي النووي الصغير. 

## مركب بقاء العصبون الحركي
يشير مركب بقاء العصبون الحركي إلى المركب متعدد البروتينات بالكامل المتضمن في تجميع snRNPs المكونات الأساسية لجسيم التضفير. يحتوي المركب بصرف النظر عن البقاء المناسب لبروتين الخلايا العصبية الحركية على ستة بروتينات أخرى على الأقل. 

## التفاعلات
لقد ثبت أن بروتين بقاء العصبون الحركي يتفاعل مع:
- عائلة بي سي إل 2

## الحفظ التطوري
يتم الحفاظ على بروتين بقاء العصبون الحركيتطوريًا بما في ذلك مملكة الفطريات، على الرغم من أن الكائنات الفطرية فقط التي تحتوي على عدد كبير من الإنترونات لها جين SMN أو عامل التضفير (تماثل متسلسل). والمثير للدهشة أن هذه الفطريات الخيطية لها فطريات غزل فطري مما يشير إلى تشابه مع المحاور العصبية. 